# 田长制
田長制是中華人民共和國的一種耕地保护网格化监管制度。部分地區提出每块耕地都要有田长的管理模式。2020年至2021年初，山东、天津、河南、黑龙江、北京等地出台全面推行“田长制”的实施意见。其中北京提出要到2021年底，全面建立市、区、乡镇、村四级“田长制”责任体系。2021年4月12日，中華人民共和國自然资源部办公厅发布的《关于完善早发现早制止严查处工作机制的意见》，同樣提出推进田长制。